# Sonofusion
Sonofusion eller boblefusion er en proces, hvor deuteriums atomkerner (tung brint) formodes at smelte sammen (fusionere) ved høje temperaturer under sonoluminiscente implosioner og danne nyt stof (helium eller tritium).
Rusi Taleyarkhan og hans gruppe har til en del eksperimenter anvendt deuteriumatomer bundet i tung acetone og benzen både i 2002 og 2005.

De seneste analyser af Taleyarkhans gruppes eksperimenter og replikering af gruppens eksperimenter har ikke kunnet påvise sonofusion.

Man har ikke kunnet kæde de målte neutroner sammen med forekomsten af sonoluminescens.
Det betyder dog ikke nødvendigvis, at det er umuligt at lave sonofusion, men det er ikke endnu lavet overbevisende i praksis.